# إدوارد وليامز (رائد أعمال)
إدوارد وليامز (بالإنجليزية: Edward Williams)‏ هو رائد أعمال أمريكي، ولد في 10 مايو 1843 في كليفلاند في الولايات المتحدة، وتوفي بنفس المكان في 4 مايو 1903.

## وصلات خارجية
- إدوارد وليامز على موقع إن إن دي بي (الإنجليزية)